# Watchlist
Die Watchlist ist eine Beobachtungsliste im Zusammenhang mit den Einreisebestimmungen in die USA, insbesondere in Folge der Terroranschläge am 11. September 2001.

## Terrorist Screening Database
Für das als geheim eingestufte Terrorist Identities Datamart Environment sammelt das Directorate of Terrorist Identities im National Counterterrorism Center aus allen verfügbaren Quellen jegliche Informationen, die in irgendeinem Zusammenhang mit Terrorismusverdacht stehen. Daraus stellt das Terrorist Screening Center im FBI die als sensitive aber nicht geheim eingestufte Terrorist Screening Database (TSDB) zusammen, die alle Polizeibehörden, das Militär, die Nachrichtendienste und eine Vielzahl anderer Behörden abrufen können. Als Kriterium für die Aufnahme in die TSDB genügt ein „vernünftiger Verdacht“ (reasonable suspicion), weder konkrete Fakten, noch gerichtsverwertbare Beweise sind erforderlich. Im November 2013 hatte die TSDB rund 700.000 Einträge, die Hälfte davon ohne erkennbaren Zusammenhang mit Terrorismusorganisationen. Während unter den US-Personen in der Datenbank die meisten Verdächtigen aus New York City stammen, liegt auf Platz zwei das kleine Dearborn, Michigan. Weil diese Stadt durch eine besonders hohe arabischstämmige Bevölkerung hervorgehoben wird, ist anzunehmen, dass Personen arabischer Herkunft auch ohne konkrete Hinweise massenhaft in der TSDB aufgenommen wurden.
Aus der Terrorist Screening Database werden die anderen Watchlists der USA mit Terrorismusbezug generiert. Insbesondere die No-Fly-List und die Screening-Liste. Personen auf der No-Fly-List werden an Flügen in die USA und innerhalb des Landes gehindert, Personen mit dem Screening-Merkmal werden an der Sicherheitsschleuse in Flughäfen besonders scharf überprüft.
Nationale Polizeibehörden versuchen biometrische Merkmale aller Personen in der Terrorist Screening Database zu sammeln und greifen dazu insbesondere auf die Führerscheinregister zu. Für Personen außerhalb der USA haben National Security Agency und Central Intelligence Agency ein besonderes Programm namens Hydra aufgelegt, in dem sie biometrische Daten aus ausländischen Quellen beziehen. Dabei werden sowohl Zugänge in gemeinsamen Programmen mit dem Herkunftsstaat des Verdächtigen genutzt, als auch das unerkannte Eindringen in ausländische Computersysteme, um Daten über deren Bürger zu beschaffen.

## Watchlist zur Einreise in die USA
Zur Bewertung von Visaanträgen in die USA nutzt das State Department eine Datenbank ("PIA"). Diese ist nicht identisch mit dem Terrorist Identities Datamart Environment (TIDE) des National Counterterrorism Center. Einem von The Intercept 2014 veröffentlichten Dokument zufolge könne die Aufnahme einer Person in die Watchlist verschiedene Gründe haben; häufig handelt es sich um Personen, die unter dem Verdacht krimineller Aktivitäten wie etwa des Drogenhandels stehen. Zu den Gründen zählen etwa auch die Beschädigung eines Computers, der ausschließlich von einer Finanzinstitution benutzt wird oder allgemein die Beschädigung von Regierungseigentum. Auch Handlungen, die nur eine Gefahr für das Eigentum darstellen und die Regierung durch Einschüchterung beeinflussen sollen, können zu einem Eintrag auf der Liste führen. Für einen Eintrag seien keine konkreten Fakten oder Beweise nötig, genügen könnten Indizien wie Postings auf Twitter oder Facebook.
Die No Fly-Liste selbst, die Gründe und das Datum des Eintrags sind nur der Transportation Security Administration bekannt. Daraus ergeben sich gravierende Hindernisse bei der gerichtlichen oder außergerichtlichen Überprüfung eines Eintrags. Nach Angabe des Federal Bureau of Investigation ergaben sich bei Überprüfungen im Jahre 2009 19.000 Treffer. Die Terrorist Watchlist enthielt 2009 etwa 400.000 Namen und die Untermenge der No-Fly-List 3.400, darunter 170 US-Bürger. 2009 umfasste die Terrorist watch list 1 Mio. Einträge (incl. Deck- und Tarnnamen, also nicht Zahl von Individuen). 2013 waren auf der Terrorist Watchlist bereits 700.000 Namen verzeichnet.
Anfang 2014 entschied erstmals ein Gericht über eine Klage gegen die Listung einer Person auf der no-fly list. Der Richter befand, dass die Prüfverfahren nicht die Anforderungen erfüllten. Daher verurteilte er die Regierung der Vereinigten Staaten auf Auskunft, ob die Klägerin zum Zeitpunkt des Urteils in die USA fliegen dürfe. Die Regierung musste außerdem offenlegen, nach welcher von neun Kategorien der Klägerin der Flug verwehrt wurde, auch wenn die konkreten Hinweise geheim bleiben durften. Außerdem müsse jede Person zumindest einen Antrag auf Aufhebung des Flugverbots stellen können. In der darauf folgenden endgültigen Anordnung stellte das Gericht fest, dass der ursprüngliche Eintrag der Klägerin 2004 auf die no-fly list ein einfacher Irrtum eines FBI-Agenten war. In der Folge hatten alle anderen beteiligten Regierungsstellen diesen Eintrag nie überprüft, sondern basierend nur auf der damaligen Entscheidung weitreichende Folgemaßnahmen ergriffen und sie in verschiedene weitere Überwachungslisten eingetragen. Ein Mitarbeiter des State Departments schrieb etwa handschriftlich das Wort terrorist in ein Formular. Die Klägerin wurde dadurch zehn Jahre lang an der Einreise in die Vereinigten Staaten gehindert, verlor ihr Promotionsstipendium an der Stanford-Universität und musste weitere Einschränkungen ihres beruflichen und privaten Lebens hinnehmen. Auch prominente US-Politiker wie Ted Kennedy oder John Lewis waren schon von Namensgleichheiten betroffen.
Im Zuge des Gerichtsverfahrens wurden Verdachtsmomente bekannt, dass das FBI völlig unbescholtene Muslime auf die no-fly list gesetzt hätte, um sie anschließend zu einer Tätigkeit als Informant oder agent provocateur in ihrem jeweiligen sozialen Umfeld nötigen zu können.
Beispiele
- 1987 wurde der frühere Generalsekretär der UNO und damalige österreichische Bundespräsident Kurt Waldheim im Zusammenhang mit behaupteter Mitwisserschaft oder gar Mittäterschaft an Nazi-Kriegsverbrechen während des Zweiten Weltkrieges auf die Watchlist gesetzt (siehe Waldheim-Affäre). Dies machte das ganze Verfahren unter diesem Ausdruck vor allem in Österreich bekannt.
- Im Jahr 1988 wurde Nelson Mandela gemeinsam mit anderen Vertretern des ANC von der US-amerikanischen Regierung unter Ronald Reagan für seinen Kampf gegen das Apartheid-Regime als „Terrorist“ auf die Watchlist gesetzt.[15] Erst im Jahr 2008 wurde er unter George W. Bush von dieser Liste gestrichen.
- Am 22. September 2004 verweigerten die Behörden dem britischen Sänger Cat Stevens die Einreise in die USA[16] wegen angeblicher Kontakte zu islamistischen Terrororganisationen. Stevens, der sich seit seinem Übertritt zum Islam Yusuf Islam nennt, hat solche Verbindungen stets bestritten.
- Am 18. April 2009 verweigerten die USA einer Air-France-Maschine auf dem Weg nach Mexiko das Überflugrecht, weil sich an Bord der Exil-Kolumbianer Hernando Calvo Ospina befand, der – nach Darstellung der Le Monde diplomatique zu Recherchezwecken – Verbindungen zur FARC hat.[17]
- Im Januar 2010 wurde dem Schriftsteller Gabriel Kuhn die Einreise verweigert.[18] Er hatte eine Lesereise in den USA geplant.
- Am 30. September 2013 wurde dem Schriftsteller Ilija Trojanow die Anreise ohne Visum verweigert, obwohl ihm DHS nach eigenen Angaben eine ESTA erteilt hatte.[19] Er wollte an einem Germanistenkongress in den USA teilnehmen.